# All The Good Shit:14 Solid Gold Hits 2000-2008
All The Good Shit: 14 Solid Gold Hits 2000-2008 (или по-известен като 8 Years Of Blood, Sake And Tears: The Best Of Sum 41 2000-2008 в Япония) е сборен албум с най-големите хитове на Sum 41. Японската версия е излиза на 26 ноември 2008 г., а навсякъде другаде излиза на 17 март 2009 г. Това е първият албум на групата с най-големи хитове. Той включва сингли от всички други техни студийни албуми, освен неиздаваната песен Always (на български: Винаги).

## Песни
1. Still Waiting (от Does This Look Infected?) 2:38
2. The Hell Song (от Does This Look Infected?) 3:21
3. Fat Lip (от All Killer No Filler) 2:58
4. We're All To Blame (от Chuck) 3:38
5. Walking Disaster (от Underclass Hero) 4:46
6. In Too Deep (от All Killer No Filler) 3:27
7. Pieces (от Chuck) 3:01
8. Underclass Hero (от Underclass Hero) 3:16
9. Motivation (от All Killer No Filler) 2:52
10. Makes No Difference (от Half Hour Of Power) 3:10
11. With Me (от Underclass Hero) 4:51
12. Handle This (от All Killer No Filler) 3:37
13. Over My Head (Better Off Dead) (от Does This Look Infected?) 2:29
14. Pain For Pleasure (от All Killer No Filler) 1:42
15. Always (Неиздадена Преди) 3:22
16. Motivation (Live At The House Of Blues, Cleveland) 3:45
17. The Hell Song (Live At The Orange Lounge, Toronto) 3:17